# Fan Zhengyi
Fan Zhengyi (Harbin, 27 de enero de 2001) es un jugador de snooker chino.

## Biografía
Nació en la localidad china de Harbin en 2001. Es jugador profesional de snooker desde 2018. Se ha proclamado campeón de un único torneo de ranking, el Masters de Europa de 2022, en cuya final derrotó a Ronnie O'Sullivan con un marcador de 10-9. No ha logrado, sin embargo, hilar ninguna tacada máxima, y la más alta de su carrera está en 138.